# 布吉街道
布吉街道位於中國廣東省深圳市東北的龍崗區，緊鄰羅湖區。名称取自街道内核心区的地名——布吉。

## 歷史
布吉街道原為布吉鎮的一部份，為客家人之聚居地，“布吉”一名由“莆隔”讹变而来：清朝时期，在如今广深铁路布吉段西侧有一个名叫“莆隔村”的村落，属新安县管辖。由于客家话中“莆”与“布”的发音十分相似，自清代中叶以后，莆隔村便渐被当地人称为“布隔村”。咸丰二年（1852年），当地人在莆隔村南面建起一个墟市，名叫“丰和墟”，并逐渐成为商品、农贸产品的集散地。1911年，广九铁路华段在丰和墟设置了一个车站，并命名为“布吉站”，自此“布隔”遂称之为“布吉”。1979年，布吉第一家製衣工廠設立，自此發展成一個工業區。在1995年，布吉工业总产值為1297亿元人民幣。
2004年8月26日，因应深圳市“撤镇设街”的政策，布吉镇改为布吉街道。
2006年4月，布吉街道被分拆為布吉、南湾（由南岭和沙湾组成）三个街道办。
2016年12月26日，深圳市龙岗区行政区划调整，管辖的街道由原来的8个拆分为11个，从布吉街道里再拆出新设吉华街道。

## 地理
辖区总面积30.89平方公里，常住总人口75.37万，其中户籍人口7.13万人。

## 經濟

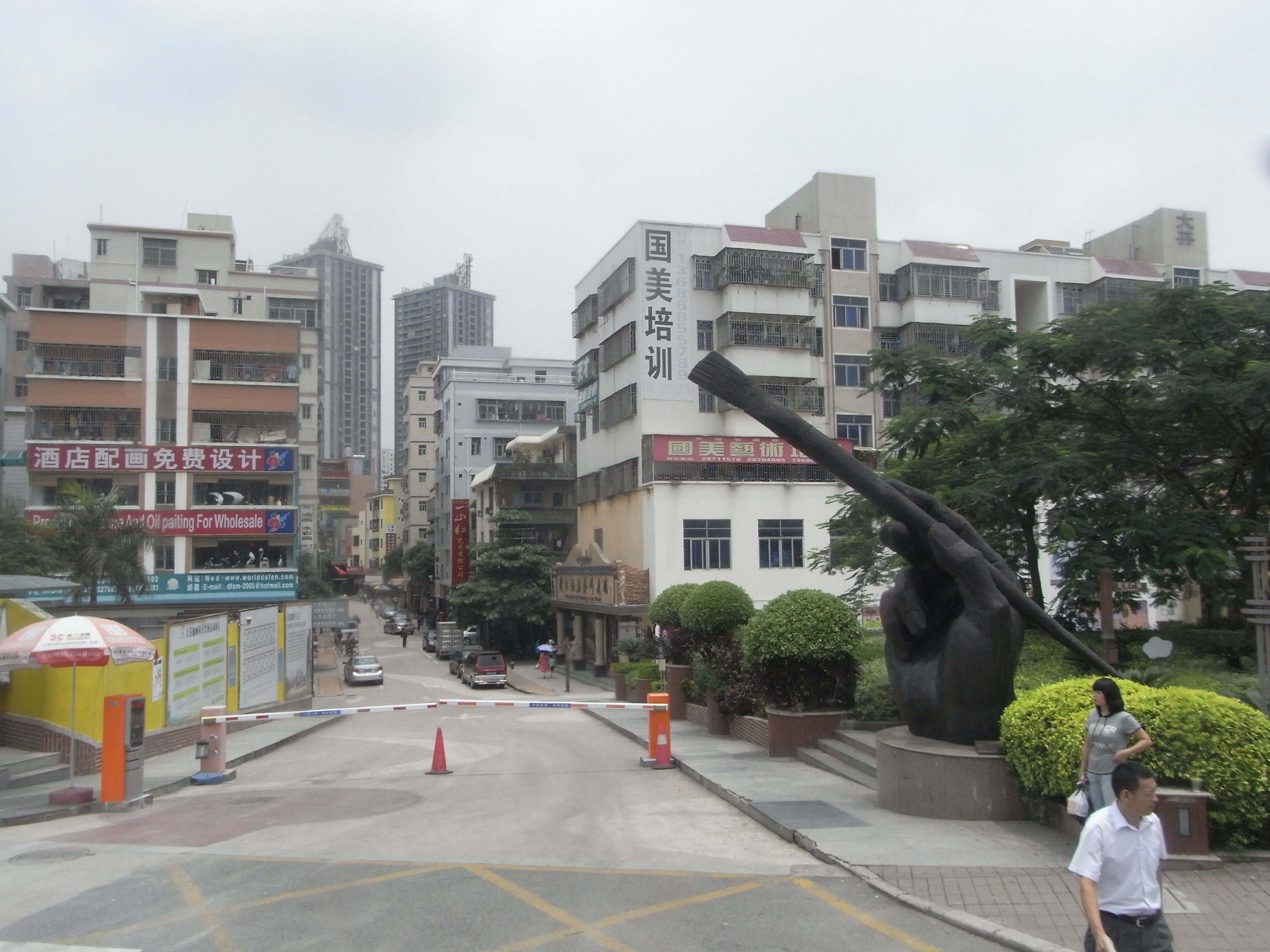
大芬村

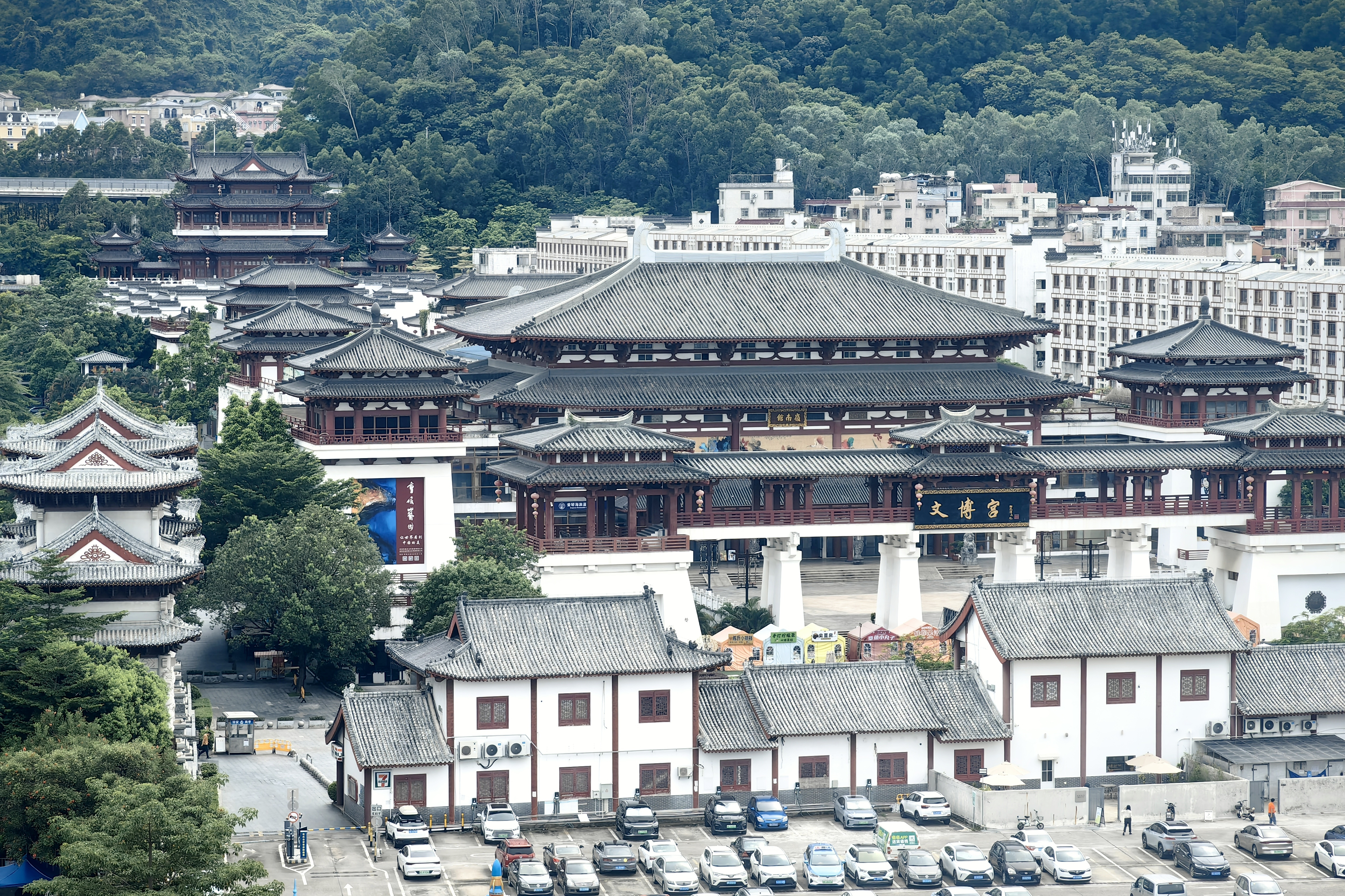
位于布吉西环路的深圳文博宫

在改革開放早期，布吉鎮是深圳市主要的工業區之一。由於離羅湖區僅4公里左右，大多數在深圳經濟特區工作的人，都是居於布吉，使布吉成為深圳其中最主要的住宅區之一。目前辖区内有中海怡翠山莊、茂业城帝景峰、大世纪花园、大世纪杰座、东方半岛、丽湖、信义假日名城、阳光、桂芳園等数十个大型屋苑。
另外還有一個大芬村，專門出售油畫等相關產品。此村是在20世紀80年代末，由一位香港畫商黃江發起。目前有一萬多外來人口從事油畫批發。

## 交通

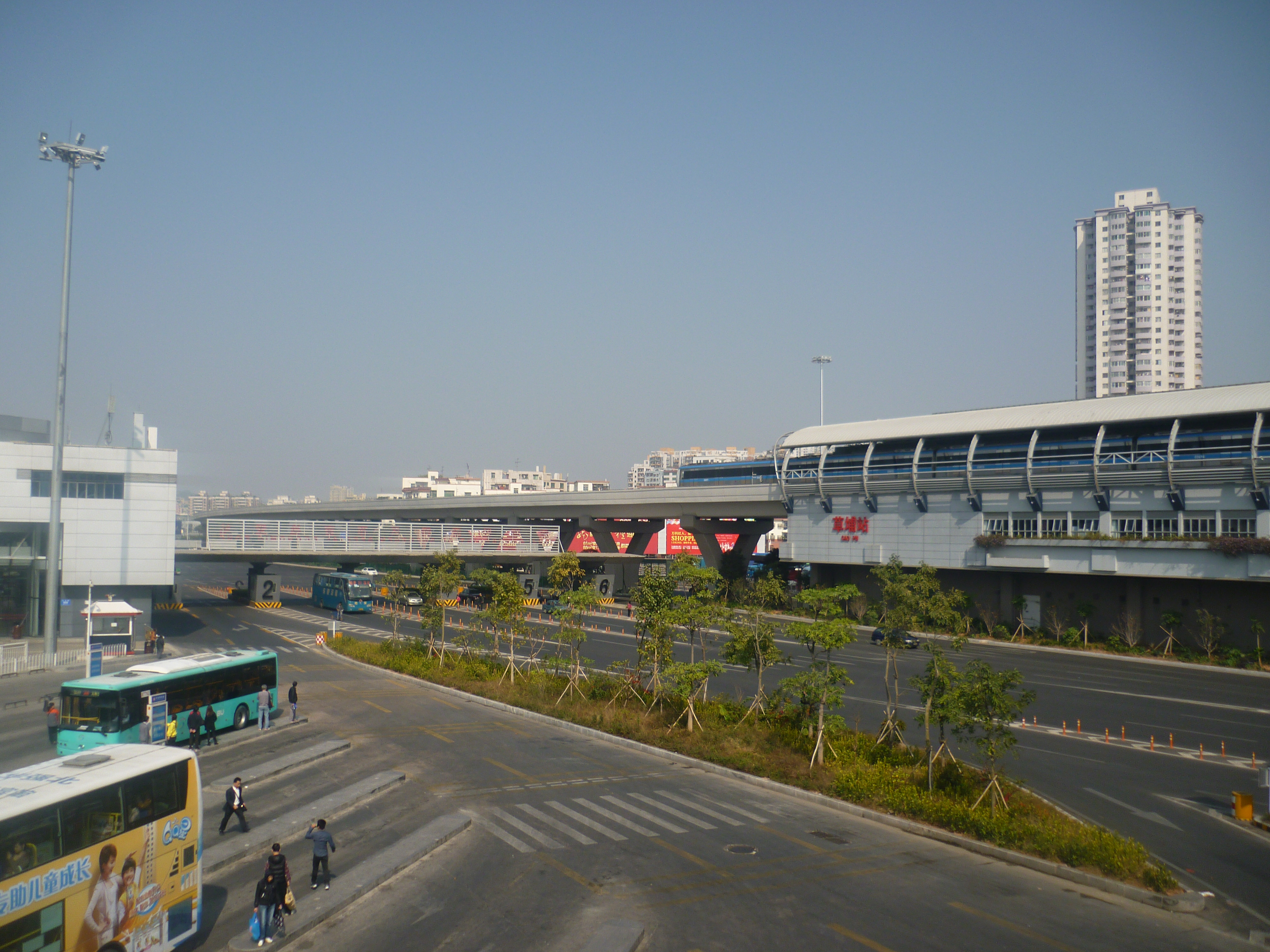
布吉檢查站

### 道路
- 龙岗大道：连接罗湖区和龙岗区。
- 布龙路：连接龙华区
- 吉华路（布龙公路旧线）：连接龙华区
- 西环路
- 清平高速
- 粤宝路
- 中兴路
- 布李路

### 鐵路
- 深圳地鐵3號線：布吉站、木棉湾站、大芬站
- 深圳地鐵5號線：布吉站、长龙站、百鸽笼站
- 深圳地铁14号线：布吉站
- 廣深鐵路：深圳东站

## 外部連結
- 龙岗政府在线：布吉街道辦